# Herning Kommune (1970-2006)
 For alternative betydninger, se Herning Kommune (flertydig). (Se også artikler, som begynder med Herning Kommune)
Herning Kommune i Ringkøbing Amt blev dannet ved kommunalreformen i 1970. Ved strukturreformen i 2007 blev den udvidet til den nuværende Herning Kommune ved indlemmelse af Aulum-Haderup Kommune, Trehøje Kommune og Aaskov Kommune.

## Arnborg-Rind Kommune
2 sognekommuner syd for Herning dannede i 1967 Arnborg-Rind Kommune, som dog ikke overlevede kommunalreformen:
| Kommune | Folketal 1. september 1965 | Byer                                            |
| ------- | -------------------------- | ----------------------------------------------- |
| Arnborg | 1.544                      | Arnborg og Fasterholt                           |
| Rind    | 3.571                      | Kølkær, Nørre Kollund og Lind (bydel i Herning) |
| I alt   | 5.115                      |                                                 |

## Herning Kommune
Herning havde været købstad, men det begreb mistede sin betydning ved kommunalreformen. 7 sognekommuner og Arnborg-Rind blev lagt sammen med Herning Købstad til Herning Kommune:
| Kommune      | Folketal 1. januar 1970 | Byer                                                |
| ------------ | ----------------------- | --------------------------------------------------- |
| Herning      | 32.331                  | Herning og Gullestrup                               |
| Gjellerup    | 4.852                   | Birk, Gjellerup og Hammerum (bydele i Herning)      |
| Ilskov       | 761                     | Ilskov                                              |
| Simmelkær    | 640                     | Simmelkær                                           |
| Sinding      | 676                     | Sinding                                             |
| Snejbjerg    | 3.801                   | Havnstrup, Studsgård og Snejbjerg (bydel i Herning) |
| Sunds        | 2.859                   | Sunds                                               |
| Ørre         | 414                     |                                                     |
| Arnborg-Rind | 5.545                   |                                                     |
| I alt        | 51.879                  |                                                     |

Hertil kom 46 matrikler i Ejstrup Sogn, der ellers kom til Nørre-Snede Kommune. Derimod afgav Herning Kommune 36 matrikler i Skovby (Gjellerup Sogn) til Ikast Kommune.

## Sogne
Herning Kommune bestod af følgende sogne:
- Arnborg Sogn
- Fredens Sogn (Ej vist på kort)
- Gjellerup Sogn
- Gullestrup Sogn (Ej vist på kort)
- Haunstrup Sogn
- Hedeager Sogn (Ej vist på kort)
- Herning Sogn
- Størstedelen af Ilskov Sogn med byen Ilskov – resten med landsbyen Munklinde ligger i Ikast Kommune
- Kollund Sogn
- Kølkær Sogn
- Rind Sogn
- Sankt Johannes Sogn
- Simmelkær Sogn
- Sinding Sogn
- Snejbjerg Sogn
- Studsgård Sogn
- Sunds Sogn
- Tjørring Sogn
- Ørre Sogn

## Mandatfordeling
| 8 | 3 | 1 | 1 | 6 | 2 |

| 17 | 4 |

| 8 | 3 | 2 | 1 | 7 |

| 19 |

| 7 | 2 | 2 | 2 | 7 | 1 |

| 16 | 5 |

| 11 | 1 | 1 | 1 | 7 |

| 15 | 6 |

| 6 | 3 | 1 | 1 | 1 | 9 |

| 15 | 6 |

| 5 | 4 | 1 | 1 | 1 | 9 |

| 15 | 6 |

## Borgmestre[4]
| Periode   | Navn           | Parti             |
| --------- | -------------- | ----------------- |
| 1970-1975 | Jens Mathiasen | Venstre           |
| 1975-1990 | N.O. Hansen    | Venstre           |
| 1990-1998 | Hilmar Sølund  | Socialdemokratiet |
| 1998-2002 | Helge Sander   | Venstre           |
| 2002-2021 | Lars Krarup    | Venstre           |
| 2021-     | Dorte West     | Venstre           |